# Luxembourg (tổng)
Luxembourg, đôi khi viết Luxemburg, là một tổng về phía nam của Đại công quốc Luxembourg, ở Quận Luxembourg. Thủ phủ là Thành phố Luxembourg.
Tổng này bao gồm 11 thị trấn: 
- Bertrange
- Contern
- Hesperange
- Luxembourg
- Niederanven
- Sandweiler
- Schuttrange
- Steinsel
- Strassen
- Walferdange
- Weiler-la-Tour